# اوکتیابرسکی (شهرستان کاراایدلسکی، باشقیرستان)
اوکتیابرسکی (انگلیسی: Oktyabrsky, Karaidelsky District, Republic of Bashkortostan) یک شهرک در شهرستان کاراایدلسکی استان باشقیرستان کشور روسیه است.